# Svazek obcí Cyklostezka Nový Jičín - Hostašovice
Svazek obcí Cyklostezka Nový Jičín – Hostašovice je dobrovolný svazek obcí vzniknuvší v roce 2011, jenž se snaží o prosazování, přípravu a realizaci projektů, které vedou k rozvoji Novojičínska. Připravuje k uskutečnění výstavby cyklostezky v trase zrušené železniční tratě číslo 326 spojující Hostašovice s Novým Jičínem a vojenské vlečky u Bludovic.

## Členové
Členy spolku jsou:
- Nový Jičín
- Mořkov
- Životice u Nového Jičína
- Hodslavice
- Hostašovice